# Дубровачка фрањевачка провинција
Дубровачка фрањевачка провинција (итал. Provincia Francescana di Ragusa) била је покрајина Фрањевачког опсервантског реда (лат. Ordo Fratrum Minorum Observantium / OFM Obs.) која је обухватала фрањевачке самостане и друге установе тог реда на подручју бивше Дубровачке републике. Основана је 1517. године, а постојала је све до 1899. године, када је укинута и прикључена суседној Задарској фрањевачкој провинцији.

## Историја
Присуство фрањеваца у Дубровнику посведочено је већ од 13. века. Након проширења Дубровачке републике на Стон и Пељешац у првој половини 14. века, а потом и на Конавле у првој половини 15. века, управо је фрањевцима поверено да на тим просторима раде на покатоличавању тамошњих православних Срба. Иако су дубровачки фрањевци већ средином 15. века покренули иницијативу за оснивање посебне дубровачке фрањевачке области, тај процес је услед разних потешкоћа и спорова са далматинским и босанским фрањевцима окончан тек 1484. године, оснивањем Дубровачке фрањевачке викарије. Приликом реорганизације фрањевачких редова, поменута викарија је 1517. године уздигнута на виши степен, оснивањем Дубровачке фрањевачке провинције.
Међу дубровачким фрањевцима, који су значајно допринели развоју локалне културе, био је присутан снажан осећај дубровачког идентитета, што је током 19. века представљало препреку за ширење хрватског идентитета на тим просторима, тако да је 1899. године дошло до укидања Дубровачке фрањевачке провинције и њеног укључивања у састав проширене Задарске фрањевачке провинције.